# هوغو ميغيل غونسالفيس كوستا
هوغو ميغيل غونسالفيس كوستا (20 فبراير 1990 ببوفوا دي فارزيم في البرتغال - ) هو لاعب كرة قدم برتغالي في مركز الدفاع. شارك مع منتخب البرتغال تحت 21 سنة لكرة القدم. أما مع النوادي، فقد لعب مع مافرا ونادي بوافيشتا ونادي تونديلا ونادي فارزيم ونادي فريموند ‏ ونادي كايالا الترفيهي ونادي فييرينسي.

## وصلات خارجية
- هوغو ميغيل غونسالفيس كوستا على موقع قاعدة بيانات كرة القدم.إي يو (الإنجليزية)
- هوغو ميغيل غونسالفيس كوستا على موقع Soccerway.com (الإنجليزية)